# Norrköpings Symfoniorkester

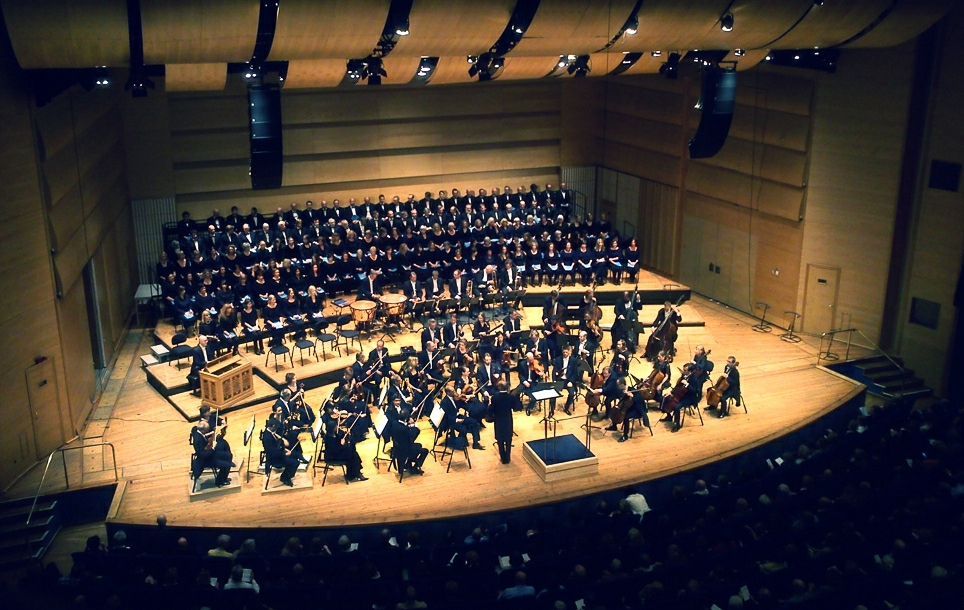
Nörrkopings Symfoniorkester

Nörrkopings Symfoniorkester (Symfonieorkest van Norrköping), kortweg SON, is een Zweeds symfonieorkest met ongeveer 90 musici. Het is opgericht in 1912 als amateurorkest bestaande uit amateurmusici en musici uit militaire orkesten. Thuisbasis is uiteraard de plaats Norrköping, ongeveer 170 kilometer ten zuiden van Stockholm. Het SON heeft een eigen concertzaal, de Geerhallen als deel van het Louis de Geer Concert- en Congrescentrum.
Het orkest geeft concerten in de eigen omgeving, met name ook in Lidköping en ook Stockholm, maar waaierde de laatste jaren uit naar concertzalen in heel Scandinavië en verder. In 1989 en 1991 speelde het op het Brucknerfestival in Linz, even later gevolgd door een uitvoering van de Carmina Burana op de oevers van de Donau. Hun eerste Japanse tournee volgde in 1994 en het belandde in 2002 in Peking.

## Repertoire
Men speelt het standaardrepertoire dat wordt aangevuld door begeleiding van jazz- en rockmusici, volksmuziek, ballet en toneelvoorstellingen. Door de huidige Kazachse dirigent werd oosterse klassieke muziek aan het repertoire toegevoegd.
Het orkest kent een uitvoerige discografie. Zo zijn op diverse labels opnames gemaakt van de symfonieën van Wilhelm Peterson-Berger, orkestwerken van John Pickard en Ingvar Lidholm; pianoconcerten van Beethoven en de drie symfonieën van Nino Rota. Het orkest en haar management breken, samen met de Zweedse trombonist, componist en dirigent Christian Lindberg, een lans voor de muziek van de Zweeds componist Allan Pettersson. Al in 1976 presenteerde het orkest met dirigent Okko Kamu een opname van diens zesde symfonie, gevolgd in 1993 door de 7de en de 11de symfonie met Leif Segerstam als dirigent. De jaren daarna volgden nog enkele werken. Het project om alle resterende symfonieën op te nemen – inclusief de in schetsen bestaande 1ste en 17de symfonie – wordt in 2018 voltooid.

## Chef-dirigenten
- Heinz Freudenthal (1936-1952)
- Herbert Blomstedt (1954-1962)
- Everett Lee (1962-1972)
- Franz Welser-Möst (1986-1991)
- Junichi Hirokami (1991-1996)
- Ole Kristian Ruud (1996-1999)
- Lÿ Jia (1999-2005)
- Alan Boeribajev (2006-2011)
- Michael Francis (2012–heden)

Gastdirigenten waren Leif Segerstam en Daniel Harding; Josep Caballé-Domenech is de huidige (2008).